# 阿塔卡馬巨人地表畫像

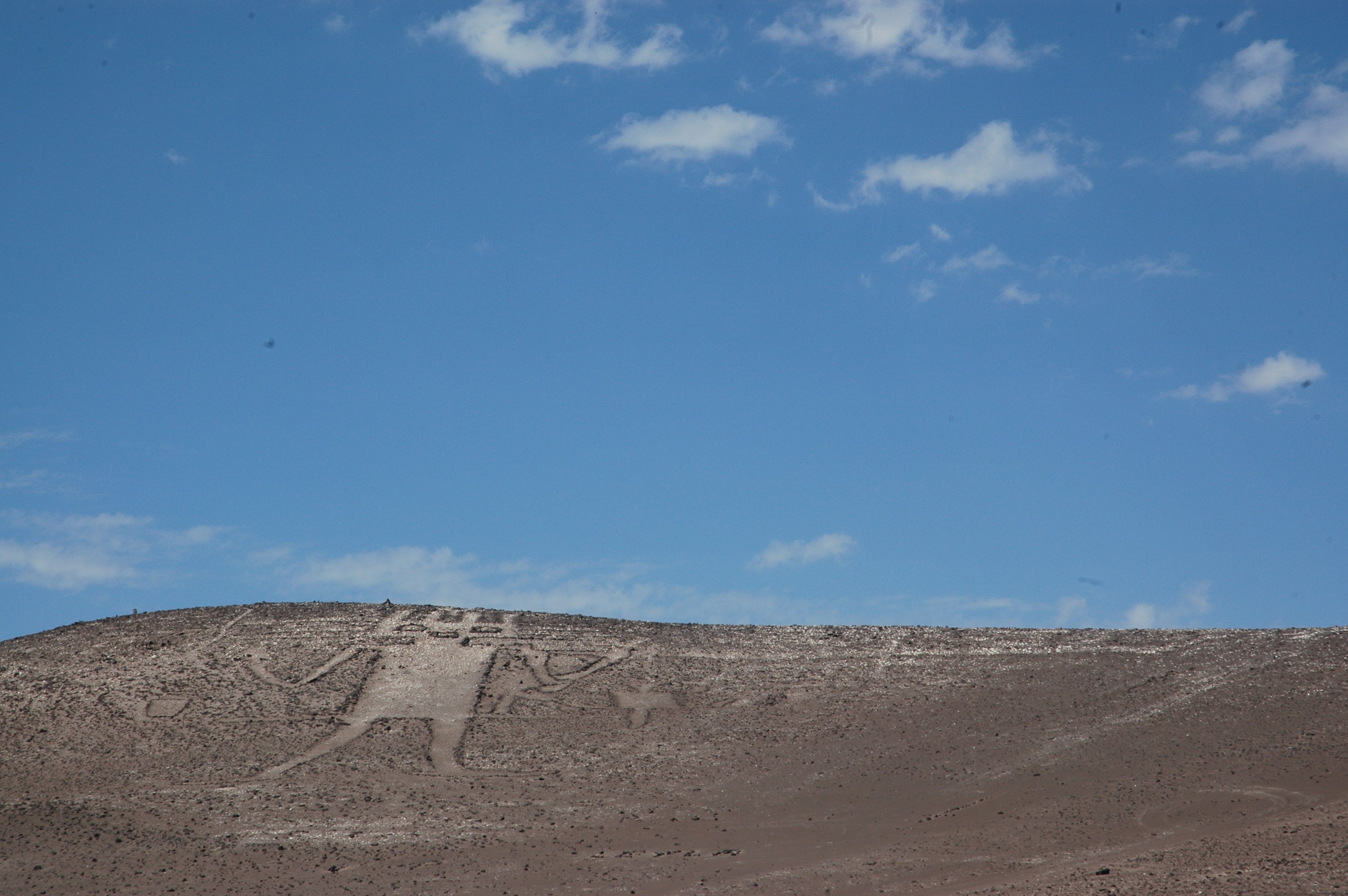

阿塔卡马巨人的具体样貌

阿塔卡馬巨人地表畫像（Atacama Giant）是智利阿塔卡馬沙漠一幅類似人物圖案的地上巨畫。座標位置：南緯19°56'56"，西經69°37'59"。

## 簡介
早期居民在地上作畫，用深暗色的石子嵌在沙中，作出動物、人物以及幾何形狀，最大的一幅畫是伊基史附近的「阿塔卡馬巨人畫」，佔用山坡達120米長，沒有人知道作這些畫的用意。從很遠的地方便能看到這些畫，從空中看更為清楚。